# Božo Žepić
Božo Žepić (* 1938 in Živinice, Königreich Jugoslawien, heute in der Föderation Bosnien und Herzegowina) ist ein bosnisch-kroatischer Soziologe und Rechtswissenschaftler.

## Leben
Žepić studierte Soziologie an der Fakultät für Politikwissenschaft der Universität Sarajevo und erwarb 1968 das Diplom. Nach erfolgreicher Beendigung eines Aufbaustudiums in den Fächern Verwaltungsrecht und Arbeitsrecht 1975, wurde er 1982 an der rechtswissenschaftlichen Fakultät der Universität Banja Luka promoviert.
Er lehrte an den Universitäten Banja Luka, Mostar, Split, Tuzla und Zagreb und war vor seiner Emeritierung Prodekan und Dekan der rechtswissenschaftlichen Fakultät der Universität Mostar. Im Laufe seiner Lehrtätigkeit veröffentlichte er über 130 Schriften, einschließlich sieben Bücher.

## Schriften
- Suvremeni politički sustavi. Split 2000.
- Sociologija. Zagreb 2007.
- mit Damirka Mihaljević: Pravni i politički sustav Bosne i Hercegovine. Zagreb 2013.